# Фанатизам
Фанатизам је емоција коју обележава занесеност, заслепљеност, интензивна посвећеност неким вредностима, уз спремност за њихову безусловну одбрану или на ширењу тих вредности или идеја како на особе, групе или институције. Фанатизам скоро увек укључује спремност и на личне жртве, али у извесним екстремним условима, спремност на појединачно и масовно жртвовање других, посебно када је у питању нека идеологија, вођење ратова, верски и идеолошки екстремизам.